# Calera de León (kommunhuvudort)
Calera de León är en kommunhuvudort i Spanien.   Den ligger i provinsen Provincia de Badajoz och regionen Extremadura, i den sydvästra delen av landet, 300 km sydväst om huvudstaden Madrid. Calera de León ligger 717 meter över havet och antalet invånare är 1 051.
Terrängen runt Calera de León är kuperad åt sydväst, men åt nordost är den platt. Terrängen runt Calera de León sluttar norrut.Runt Calera de León är det glesbefolkat, med 13 invånare per kvadratkilometer. Närmaste större samhälle är Monesterio, 6,1 km öster om Calera de León. 